# Comuna Jovtneve, Semenivka
Jovtneve (în ucraineană Жовтневе) este o comună în raionul Semenivka, regiunea Poltava, Ucraina, formată din satele Jovtneve (reședința), Kalînivka, Nova Petrivka și Osokorî.

## Demografie
Componența lingvistică a comunei Jovtneve
     Ucraineană (95,92%)
     Rusă (1,57%)
     Alte limbi (0,72%)
Conform recensământului din 2001, majoritatea populației comunei Jovtneve era vorbitoare de ucraineană (95,92%), existând în minoritate și vorbitori de armeană (1,67%) și rusă (1,57%).